# Veľké Rovné
Veľké Rovné es un municipio del distrito de Bytča en la región de Žilina, Eslovaquia, con una población estimada a final del año 2024 de 3582 habitantes.
Se encuentra ubicado al oeste de la región, cerca del curso alto del río Váh (cuenca hidrográfica del Danubio) y de la frontera con la región de Trenčín.

## Demografía
| Año        | 1994 | 2004    | 2014    | 2024    |
| ---------- | ---- | ------- | ------- | ------- |
| Población  | 4051 | 4042    | 3779    | 3582    |
| Diferencia |      | −0,22 % | −6,50 % | −5,21 % |

| Año        | 2023 | 2024    |
| ---------- | ---- | ------- |
| Población  | 3581 | 3582    |
| Diferencia |      | +0,02 % |